# Гунзибский сельсовет
Гунзибский сельсовет — административно-территориальная единица и муниципальное образование со статусом сельского поселения в Бежтинском участке Дагестана Российской Федерации.
Административный центр — село Гарбутль.

## Население
| 2002  | 2010 | 2012  | 2013  | 2014  | 2015  | 2016  |
| ----- | ---- | ----- | ----- | ----- | ----- | ----- |
| 925   | ↗932 | ↗943  | ↘916  | ↘914  | ↗929  | ↗954  |
| 2017  | 2018 | 2019  | 2020  | 2021  | 2023  | 2024  |
| ↗975  | ↗994 | ↗1009 | ↗1050 | ↗1103 | ↗1116 | ↗1145 |
| 2025  |      |       |       |       |       |       |
| ↗1188 |      |       |       |       |       |       |

## Состав
| № | Населённый пункт | Тип населённого пункта       | Население |
| - | ---------------- | ---------------------------- | --------- |
| 1 | Гарбутль         | село, административный центр | ↗295      |
| 2 | Гунзиб           | село                         | ↘170      |
| 3 | Нахада           | село                         | ↗638      |